# Natação nos Jogos Europeus de 2015 - 50 m livre feminino
A competição dos 50 metros livre feminino foi um dos eventos da natação nos Jogos Europeus de 2015, em Baku, no Azerbaijão. Foi disputada no Centro Aquático de Baku no dia 26 de junho.

## Calendário
Horário de verão do Azerbaijão (UTC+5).
| Data        | Horário | Fase         |
| ----------- | ------- | ------------ |
| 26 de junho | 09:30   | Eliminatória |
| 26 de junho | 17:30   | Semifinal    |
| 26 de junho | 19:29   | Final        |

## Medalhistas
| Ouro   | RUS Maria Kameneva     |
| Prata  | NED Marrit Steenbergen |
| Bronze | DEN Julie Kepp Jensen  |

## Recordes
Antes desta competição, os recordes mundiais e dos jogos europeus dessa prova eram os seguintes:
| Tipo                       | Atleta             | Tempo | Local | Data                |
| -------------------------- | ------------------ | ----- | ----- | ------------------- |
|                            | GER Britta Steffen | 23s73 | Roma  | 2 de agosto de 2009 |
| Recorde dos Jogos Europeus | Não estabelecido   | –     |       |                     |

Os seguintes recordes mundiais ou dos jogos europeus foram estabelecidos durante esta competição:
| Data        | Evento | Nome           | Nacionalidade | Tempo | Notas                      |
| ----------- | ------ | -------------- | ------------- | ----- | -------------------------- |
| 26 de junho | Final  | Maria Kameneva | Rússia        | 25.23 | Recorde dos Jogos Europeus |

## Resultados

### Eliminatórias
A eliminatória foi realizada no dia 27 de junho. 
| Pos. | Bateria | Raia | Nadadora                     | Nacionalidade            | Tempo | Notas |
| ---- | ------- | ---- | ---------------------------- | ------------------------ | ----- | ----- |
| 1    | 6       | 5    | Julie Kepp Jensen            | DEN Dinamarca            | 25.55 | Q,    |
| 2    | 6       | 4    | Maria Kameneva               | RUS Rússia               | 25.64 | Q     |
| 3    | 5       | 4    | Marrit Steenbergen           | NED Países Baixos        | 25.86 | Q     |
| 4    | 4       | 4    | Vasilissa Buinaia            | RUS Rússia               | 26.03 | Q     |
| 5    | 6       | 3    | Reetta Kanervo               | FIN Finlândia            | 26.22 | Q     |
| 6    | 5       | 1    | Diana Jaruševičiūtė          | LTU Lituânia             | 26.40 | Q     |
| 7    | 5       | 5    | Natalia Fryckowska           | POL Polônia              | 26.42 | Q     |
| 8    | 5       | 7    | Jana Zinnecker               | GER Alemanha             | 26.47 | Q     |
| 9    | 6       | 7    | Marte Løvberg                | NOR Noruega              | 26.52 | Q     |
| 10   | 2       | 1    | Almina Simla Ertan           | TUR Turquia              | 26.60 | Q     |
| 10   | 6       | 6    | Barbora Seemanová            | CZE Chéquia              | 26.60 | Q     |
| 12   | 5       | 8    | Sini Koivu                   | FIN Finlândia            | 26.64 | Q     |
| 13   | 4       | 5    | Frederique Janssen           | NED Países Baixos        | 26.67 | Q     |
| 14   | 5       | 6    | Josephine Tesch              | GER Alemanha             | 26.72 | Q     |
| 15   | 4       | 3    | Ada Niewiadomska             | POL Polônia              | 26.73 | Q     |
| 15   | 6       | 8    | Diana Petkova                | BUL Bulgária             | 26.73 | Q     |
| 17   | 4       | 8    | Marta Cano                   | ESP Espanha              | 26.76 |       |
| 17   | 6       | 2    | Jasmijn Boon                 | NED Países Baixos        | 26.76 |       |
| 19   | 3       | 0    | Roosa Mort                   | FIN Finlândia            | 26.77 |       |
| 20   | 5       | 2    | Darcy Deakin                 | GBR Grã-Bretanha         | 26.78 |       |
| 21   | 5       | 3    | Katrin Gottwald              | GER Alemanha             | 26.85 |       |
| 22   | 4       | 6    | Olesia Cherniatina           | RUS Rússia               | 26.88 |       |
| 23   | 5       | 9    | Hana van Loock               | GER Alemanha             | 26.90 |       |
| 23   | 6       | 1    | Emily Gantriis               | DEN Dinamarca            | 26.90 |       |
| 25   | 6       | 9    | Hannah Featherstone          | GBR Grã-Bretanha         | 26.93 |       |
| 26   | 3       | 5    | Pien Schravesande            | NED Países Baixos        | 27.04 |       |
| 27   | 5       | 0    | Conni Rott                   | AUT Áustria              | 27.10 |       |
| 28   | 4       | 2    | Caroline Hechenbichler       | AUT Áustria              | 27.16 |       |
| 29   | 4       | 0    | Neža Kocijan                 | SLO Eslovênia            | 27.17 |       |
| 30   | 3       | 8    | Sezin Eligül                 | TUR Turquia              | 27.21 |       |
| 31   | 4       | 7    | Kertu Ly Alnek               | EST Estônia              | 27.24 |       |
| 32   | 4       | 1    | Danielle Hill                | IRL Irlanda              | 27.25 |       |
| 33   | 3       | 4    | Dominika Geržová             | CZE Chéquia              | 27.26 |       |
| 33   | 6       | 0    | Lucia Šimovičová             | SVK Eslováquia           | 27.26 |       |
| 35   | 4       | 9    | Julia Bruneau                | FIN Finlândia            | 27.27 |       |
| 36   | 3       | 1    | Bryndís Bolladóttir          | ISL Islândia             | 27.39 |       |
| 37   | 3       | 2    | Beatrice Felici              | SMR San Marino           | 27.40 |       |
| 38   | 1       | 5    | Madeleine Crompton           | GBR Grã-Bretanha         | 27.41 |       |
| 38   | 2       | 5    | Greta Pleikytė               | LTU Lituânia             | 27.41 |       |
| 40   | 2       | 4    | Zsófia Leitner               | HUN Hungria              | 27.51 |       |
| 40   | 2       | 6    | Rachel Bethel                | IRL Irlanda              | 27.51 |       |
| 40   | 3       | 6    | Kalia Antoniou               | CYP Chipre               | 27.51 |       |
| 43   | 2       | 7    | Jovana Terzić                | MNE Montenegro           | 27.57 |       |
| 43   | 2       | 9    | Rebecca Pető                 | SUI Suíça                | 27.57 |       |
| 45   | 1       | 2    | Mona McSharry                | IRL Irlanda              | 27.59 |       |
| 46   | 3       | 3    | Katarzyna Rogowska           | POL Polônia              | 27.67 |       |
| 47   | 2       | 0    | Iseult Hayes                 | IRL Irlanda              | 27.69 |       |
| 48   | 1       | 4    | Ana Cosmina                  | MDA Moldávia             | 27.80 |       |
| 49   | 1       | 7    | Lamija Medošević             | BIH Bósnia e Herzegovina | 27.84 |       |
| 50   | 3       | 7    | Josephine Holm               | DEN Dinamarca            | 27.94 |       |
| 51   | 2       | 3    | Zoe Preisig                  | SUI Suíça                | 27.97 |       |
| 52   | 2       | 2    | Julia Klonowska              | POL Polônia              | 28.09 |       |
| 53   | 1       | 6    | Lív Erlingsdóttir Eidesgaard | FRO Ilhas Faroé          | 28.12 |       |
| 53   | 3       | 9    | Safiya Akhapkina             | BLR Bielorrússia         | 28.12 |       |
| 55   | 1       | 3    | Ana-Maria Damjanovska        | MKD Macedônia do Norte   | 28.57 |       |
| 56   | 2       | 8    | Anna Manchenkova             | AZE Azerbaijão           | 29.07 |       |
| 57   | 1       | 1    | Flaka Pruthi                 | KOS Kosovo               | 29.99 |       |
| 58   | 1       | 8    | Melisa Zhdrella              | KOS Kosovo               | 30.38 |       |

### Semifinal
A semifinal foi realizada no dia 26 de junho.

#### Semifinal 1
| Pos. | Raia | Nadadora            | Nacionalidade | Tempo | Notas |
| ---- | ---- | ------------------- | ------------- | ----- | ----- |
| 1    | 4    | Maria Kameneva      | RUS Rússia    | 25.44 | Q,    |
| 2    | 5    | Vasilissa Buinaia   | RUS Rússia    | 25.86 | Q     |
| 3    | 3    | Diana Jaruševičiūtė | LTU Lituânia  | 26.41 |       |
| 4    | 6    | Jana Zinnecker      | GER Alemanha  | 26.47 |       |
| 5    | 2    | Almina Simla Ertan  | TUR Turquia   | 26.51 |       |
| 6    | 7    | Sini Koivu          | FIN Finlândia | 26.53 |       |
| 7    | 1    | Josephine Tesch     | GER Alemanha  | 26.67 |       |
| 8    | 8    | Diana Petkova       | BUL Bulgária  | 26.78 |       |

#### Semifinal 2
| Pos. | Raia | Nadadora           | Nacionalidade     | Tempo | Notas |
| ---- | ---- | ------------------ | ----------------- | ----- | ----- |
| 1    | 5    | Marrit Steenbergen | NED Países Baixos | 25.56 | Q     |
| 2    | 4    | Julie Kepp Jensen  | DEN Dinamarca     | 25.58 | Q     |
| 3    | 2    | Marte Løvberg      | NOR Noruega       | 26.08 | q     |
| 4    | 3    | Reetta Kanervo     | FIN Finlândia     | 26.16 | q     |
| 5    | 6    | Natalia Fryckowska | POL Polônia       | 26.19 | q     |
| 6    | 1    | Frederique Janssen | NED Países Baixos | 26.29 | q     |
| 7    | 7    | Barbora Seemanová  | CZE Chéquia       | 26.55 |       |
| 8    | 8    | Ada Niewiadomska   | POL Polônia       | 26.63 |       |

### Final
A final foi realizada no dia 26 de junho.
| Pos.              | Raia | Nadadora           | Nacionalidade     | Tempo | Notas                      |
| ----------------- | ---- | ------------------ | ----------------- | ----- | -------------------------- |
| Medalha de ouro   | 4    | Maria Kameneva     | RUS Rússia        | 25.23 | Recorde dos Jogos Europeus |
| Medalha de prata  | 5    | Marrit Steenbergen | NED Países Baixos | 25.27 |                            |
| Medalha de bronze | 3    | Julie Kepp Jensen  | DEN Dinamarca     | 25.41 |                            |
| 4                 | 1    | Natalia Fryckowska | POL Polônia       | 25.84 |                            |
| 5                 | 2    | Marte Løvberg      | NOR Noruega       | 25.92 |                            |
| 6                 | 7    | Reetta Kanervo     | FIN Finlândia     | 26.11 |                            |
| 7                 | 8    | Frederique Janssen | NED Países Baixos | 26.56 |                            |
| 8                 | 6    | Vasilissa Buinaia  | RUS Rússia        | DSQ   |                            |

Legenda
| Recorde mundial            | Recorde mundial (World record)                     |                       | Recorde africano                      | Recorde africano (African) |                                           | Q | Classificado por posição (Qualified) |
| Recorde dos Jogos Europeus | Recorde dos Jogos Europeus (European Games record) | Recorde da América    | Recorde da América (Americas)         | q                          | Classificado por melhor tempo (Qualified) |   |                                      |
| Melhor marca do ano        | Melhor marca do ano (World leading)                | Recorde asiático      | Recorde asiático (Asian)              | DNS                        | Não largou (Did not start)                |   |                                      |
| Recorde nacional           | Recorde nacional (National record)                 | Recorde europeu       | Recorde europeu (European)            | DNF                        | Não terminou (Did not finish)             |   |                                      |
| Recorde pessoal            | Recorde pessoal do atleta (Personal best)          | Recorde da Oceania    | Recorde da Oceania (Oceania)          | DSQ / DQ                   | Desclassificado (Disqualified)            |   |                                      |
| Recorde da temporada       | Recorde da temporada do atleta (Season best)       | Recorde sul-americano | Recorde sul-americano (South America) | NM                         | Sem marca (No mark)                       |   |                                      |